# 前进集团
前进集团（英文原名：Go-Ahead Group，英文全称：Go-Ahead Group plc）是一间公共交通运营商，总部位于英国泰恩河畔新堡。 业务范围包括英国、爱尔兰、新加坡、挪威、德国。前进集团已在伦敦证券交易所上市。